# Calendario costarricense de ciclismo

El Calendario Costarricense de Ciclismo es el programa anual de competición ciclista oficializado por la Federación Costarricense de Ciclismo (FECOCI) por el periodo de un año natural.
El calendario consta de todas las competencias oficiales ante la FECOCI y que poseen las regulaciones requeridas por este organismo, amparado en el reglamento de la UCI
Las modalidades incluidas en el calendario son: Ruta, MTB, XCO/XCM, Pista y Downhill.
Las competiciones incluidas en dicho calendario pueden variar en el transcurso del año, debido a que en varias ocasiones deben ser reprogramadas o se generan nuevos eventos dentro de la regulación de la FECOCI.
Los campeonatos nacionales de las distintas modalidades son incluidas en el mismo; así como las competiciones de los calendarios de la UCI que son disputadas en Costa Rica. 
Basado en este calendario los equipos ciclistas costarricenses programan su temporada. Sin embargo las competiciones no son de participación obligatoria por parte de los equipos ciclistas, por lo que en varias competiciones participan solamente 1 o 2 de los equipos más populares del país.
Las competiciones más populares son la Vuelta a Costa Rica y la Vuelta Higuito para el Ciclismo de Ruta; la Ruta de los Conquistadores para MTB (Mountain Bike) y la Copa AMPM en la modalidad de XCO Olímpico.